# Kevin Kyle
Kevin Alistair Kyle (Stranraer, 7 juni 1981) is een gewezen Schots voetballer (aanvaller) die uitkwam voor meerdere Engelse voetbalclubs en Schotse eersteklassers.
Kyle speelde tien wedstrijden voor Schotland (2002-2010) en scoorde één keer voor zijn vaderland. Onder leiding van bondscoach Berti Vogts maakte hij zijn debuut op 14 augustus 2002 in de vriendschappelijke uitwedstrijd tegen Zuid-Korea (4-1) in Busan, net als Maurice Ross (Rangers) en Scott Dobie (West Bromwich Albion). Hij viel in dat duel na 66 minuten in voor Allan Johnston.